# 東栄寺 (旭市)
東栄寺（とうえいじ）は、千葉県旭市溝原にある天台宗の寺院。山号は北陸山。院号は金剛院。本尊は聖観音菩薩。

## 歴史
この寺は、天平年間（729年 - 749年）行基によって開かれたと伝えられ、鎌倉時代に入って建暦年間（1211年 - 1213年）に中興されたと伝えられる。

## 文化財
- 千葉県指定文化財
  - 木造伝聖観音立像

## 所在地
- 千葉県旭市溝原715